# Gulhö
Gulhö (Parentucellia viscosa) är en snyltrotsväxtart som först beskrevs av Carl von Linné, och fick sitt nu gällande namn av Théodore Caruel. Enligt Catalogue of Life ingår Gulhö i släktet gulhösläktet och familjen snyltrotsväxter, men enligt Dyntaxa är tillhörigheten istället släktet gulhösläktet och familjen snyltrotsväxter. Arten förekommer tillfälligt i Sverige, men reproducerar sig inte. Inga underarter finns listade i Catalogue of Life.

## Bildgalleri

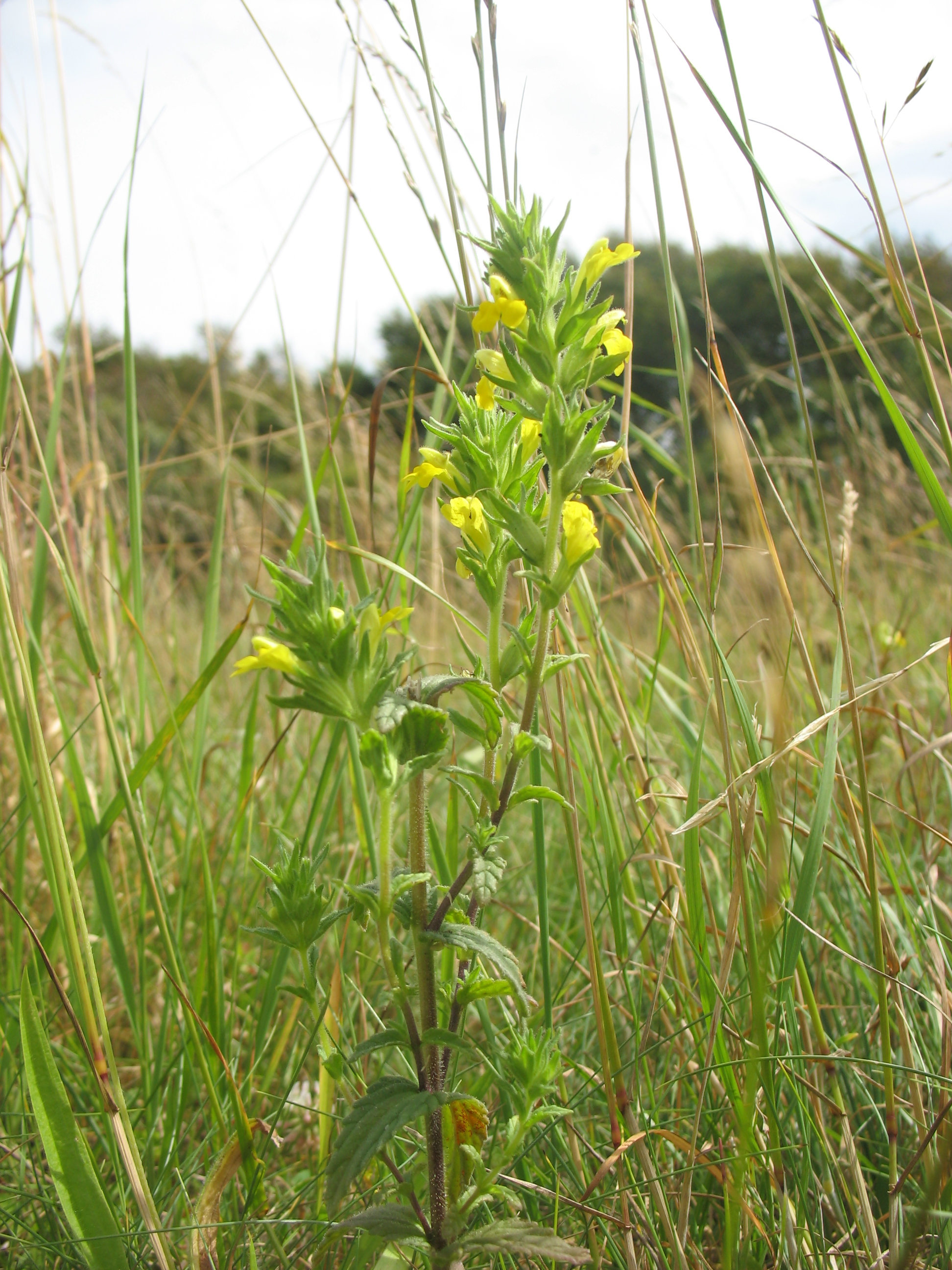
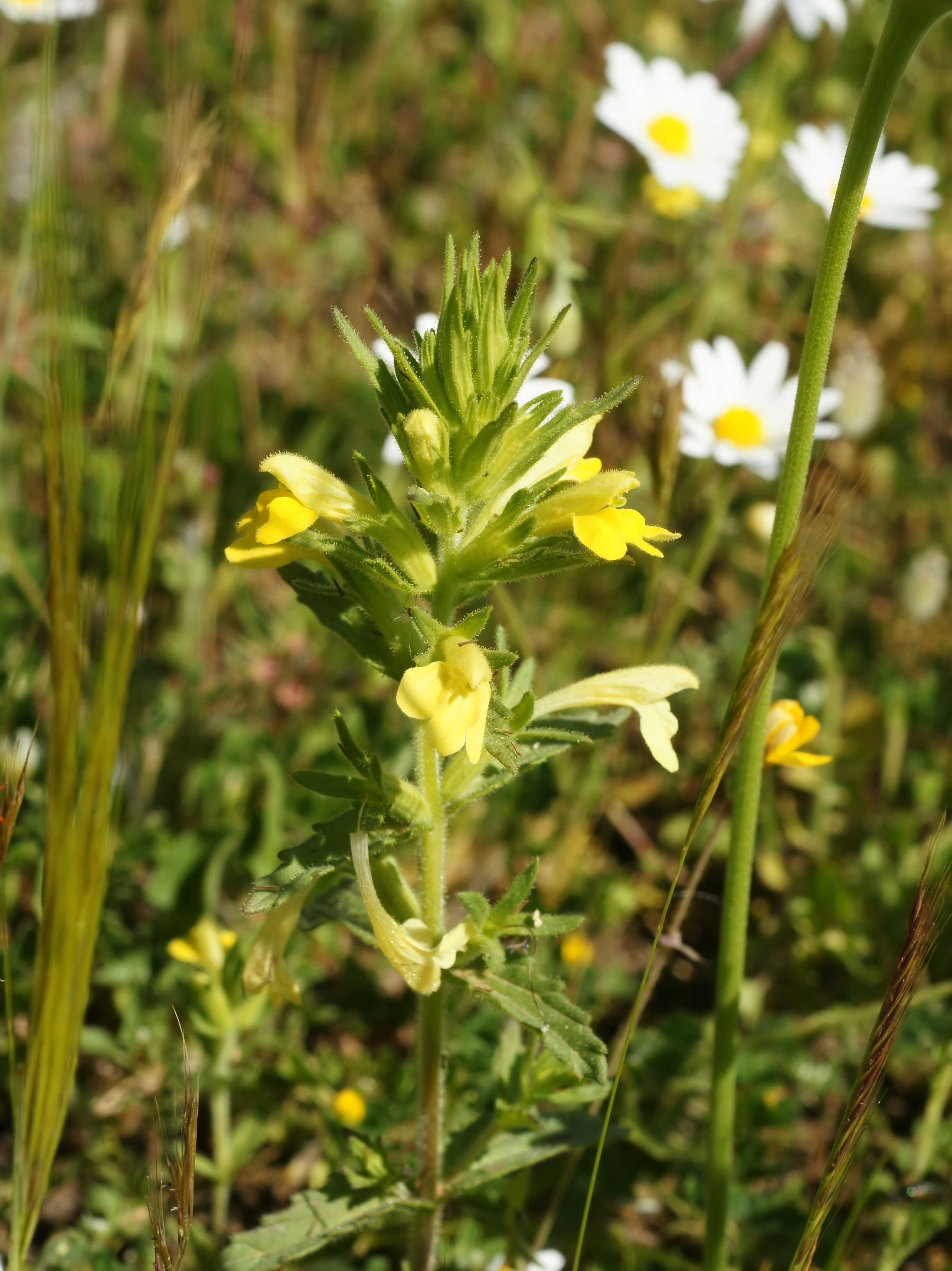
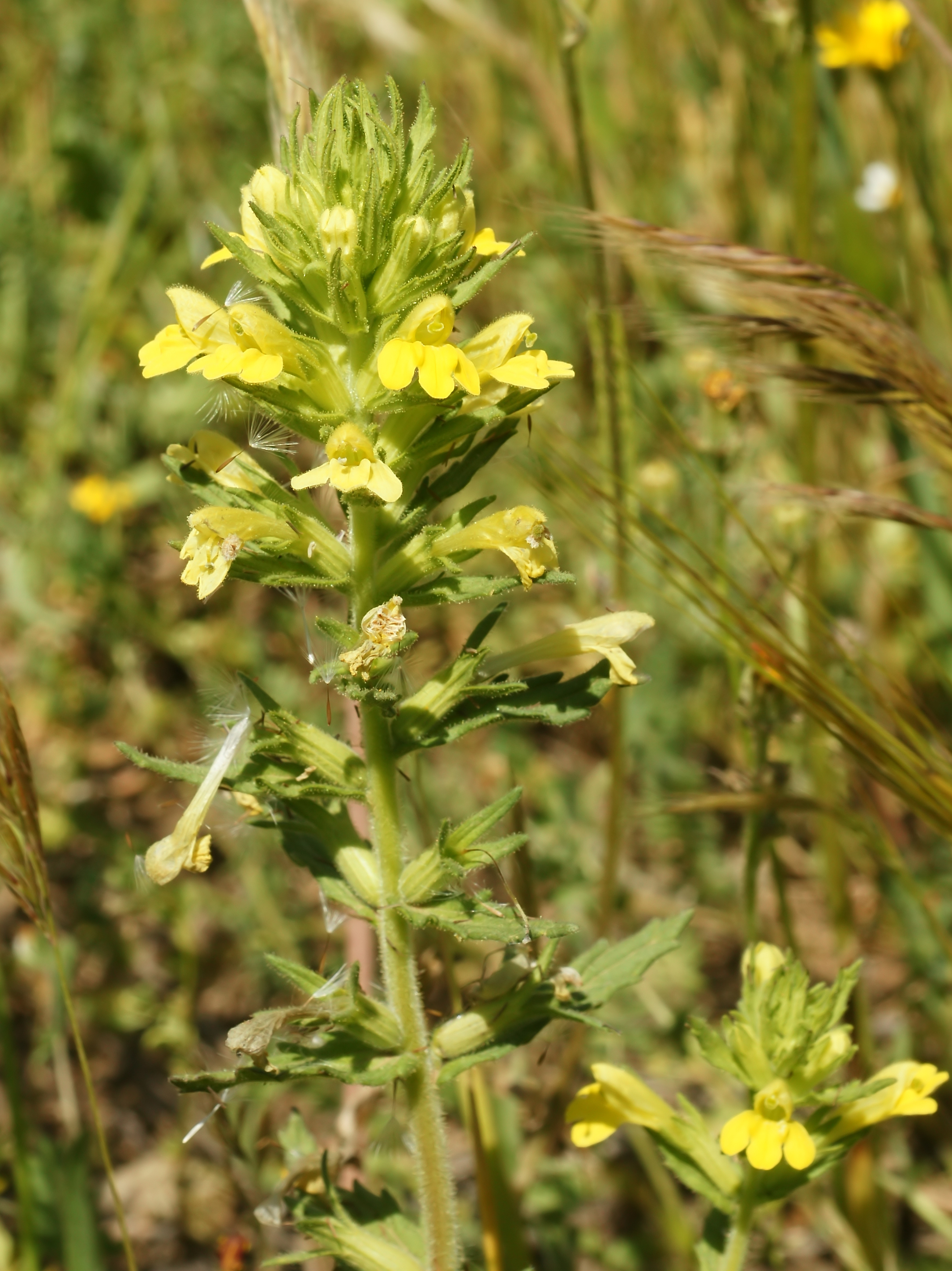
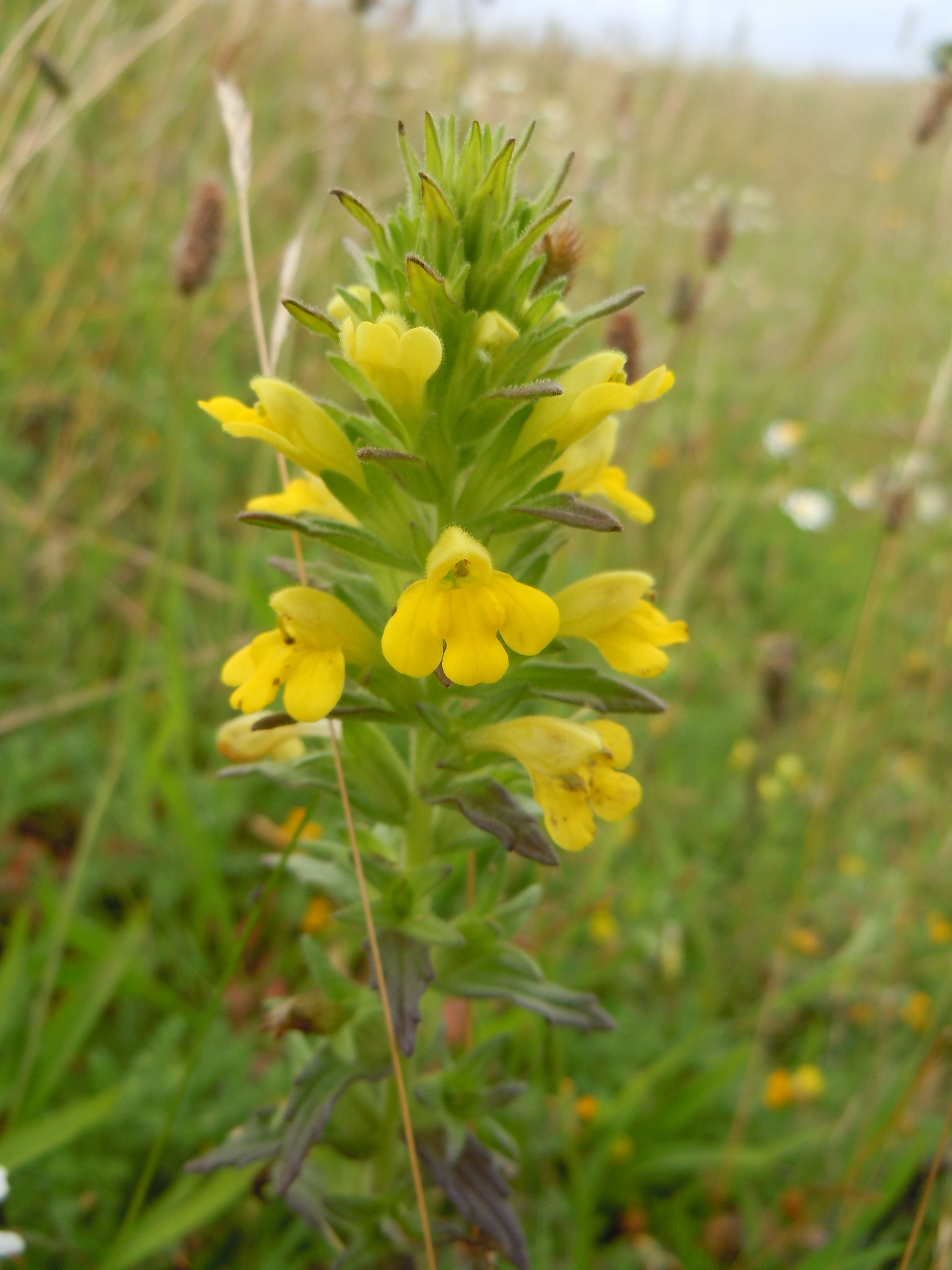
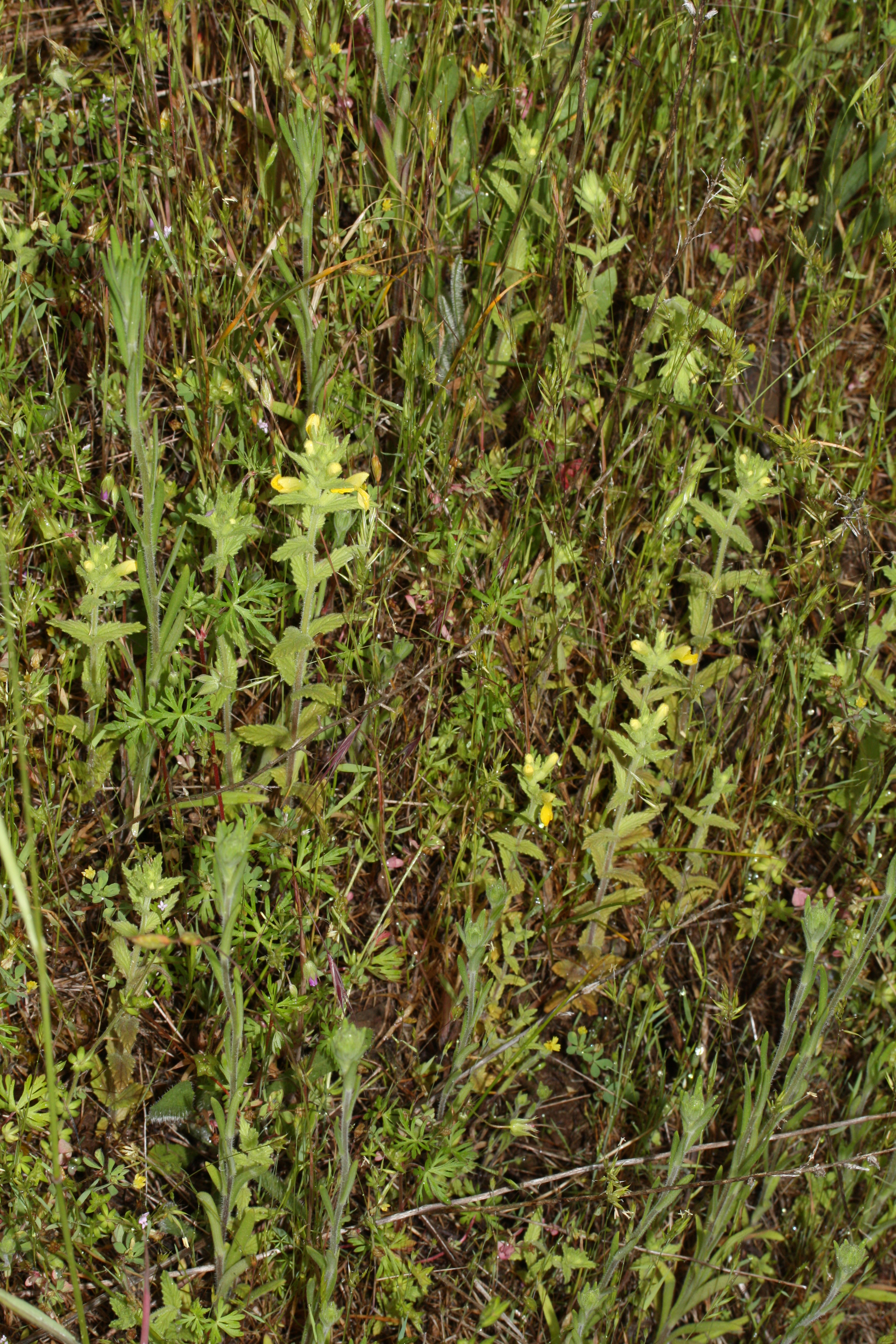
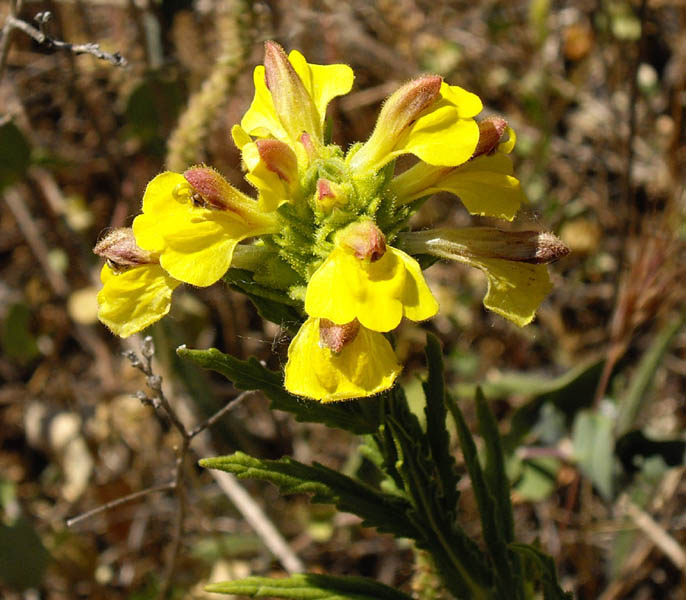